# Lene Aanes
Lene Aanes (ur. 18 lipca 1976) – norweska zapaśniczka walcząca w stylu wolnym. Srebrna medalistka mistrzostw świata w 1995 i 1998; trzecia w 1996, 2001, 2002, 2005; czwarta w 1997. Zdobyła sześć medali mistrzostw Europy w latach 1996-2003 roku.
Mistrzyni Norwegii w latach 1995–1998, 2000–2002 i 2005 roku.